# Helma Sanders-Brahms
Helma Sanders-Brahms (ur. 20 listopada 1940 w Emden, zm. 27 maja 2014 w Berlinie) – niemiecka reżyserka, scenarzystka i producentka filmowa, przedstawicielka tzw. nowego kina niemieckiego lat 60. i 70. 
Tworzyła filmy fabularne i dokumentalne, czerpiąc obficie z wątków autobiograficznych. W swojej twórczości opowiadała o sytuacji kobiet w RFN, będąc jedną z czołowych feministek kinematografii niemieckiej. Jej filmy spotykały się jednakże z większym zainteresowaniem poza jej rodzinnym krajem.
Międzynarodowe uznanie zdobyła dzięki filmowi Niemcy - blada ojczyzna (1980), który dotyczył wojennych i powojennych doświadczeń niemieckich kobiet. Obraz startował w sekcji konkursowej na 30. MFF w Berlinie. Dwa lata później zasiadała w jury konkursu głównego na 32. MFF w Berlinie.